# Saint-Laurent-de-Gosse
Saint-Laurent-de-Gosse (okzitanisch: Sent Laurenç de Gòssa) ist eine französische Gemeinde mit 735 Einwohnern (Stand: 1. Januar 2022) im Département Landes in der französischen Region Aquitanien. Sie gehört zum Arrondissement Dax und zum Kanton Seignanx.

## Geografie
Saint-Laurent-de-Gosse liegt etwa 20 Kilometer ostnordöstlich von Bayonne am Adour, der zugleich die südliche Gemeindegrenze bildet. Umgeben wird Saint-Laurent-de-Gosse von den Nachbargemeinden Biaudos im Norden und Westen, Biarrotte im Norden, Sainte-Marie-de-Gosse im Osten und Nordosten, Guiche im Südosten, Urt im Süden sowie Saint-Barthélemy im Westen und Südwesten.

## Bevölkerungsentwicklung
| Jahr                       | 1962 | 1968 | 1975 | 1982 | 1990 | 1999 | 2006 | 2018 |
| Einwohner                  | 421  | 414  | 384  | 385  | 420  | 481  | 497  | 671  |
| Quellen: Cassini und INSEE |      |      |      |      |      |      |      |      |

## Sehenswürdigkeiten
- Kirche Saint-Laurent
- Schloss Montpellier-sur-Adour aus dem 18. Jahrhundert, Monument historique

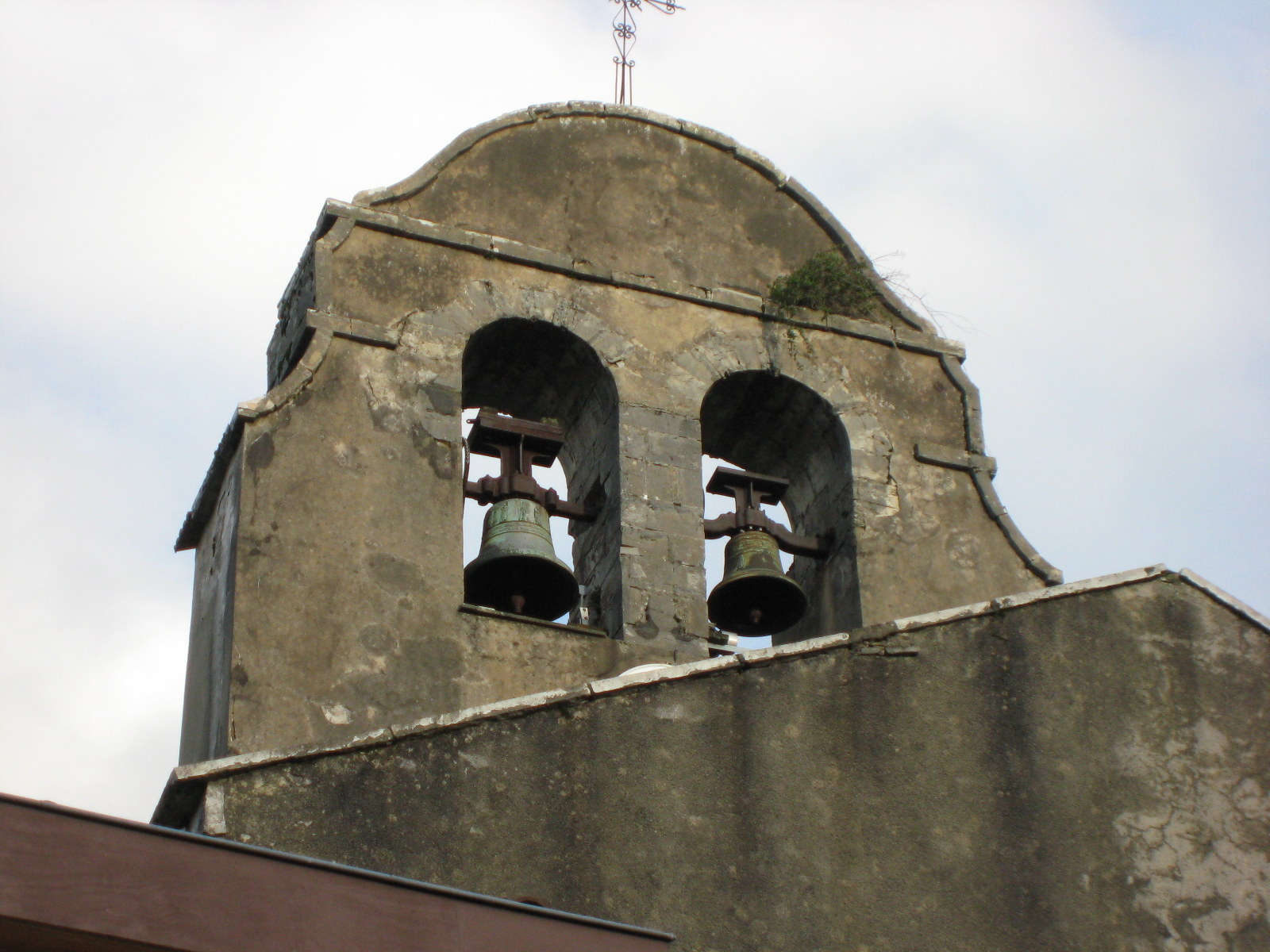
Glocken der Kirche Saint-Laurent
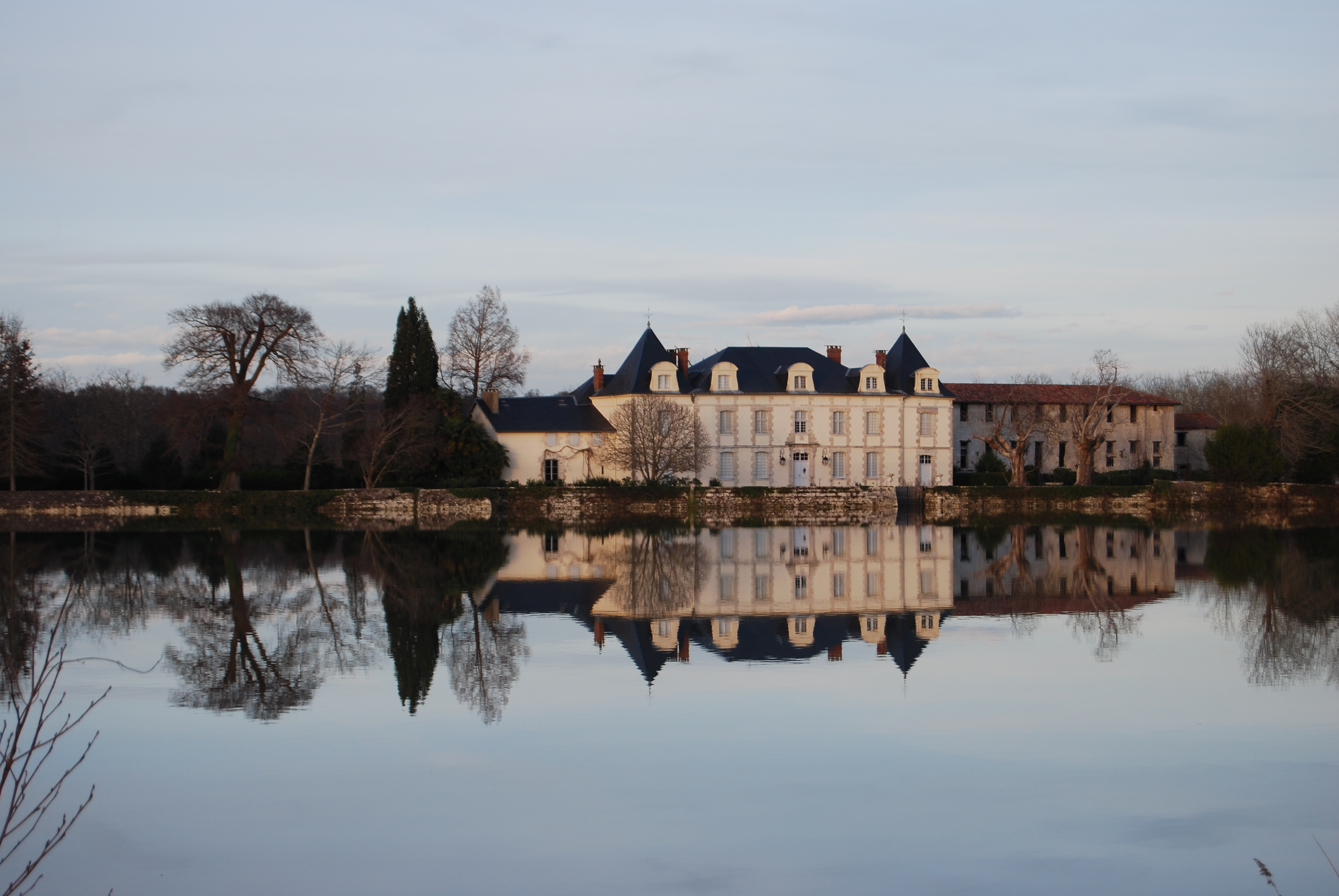
Schloss Montpellier-sur-Adour